# خارج الحدود
خارج الحدود (بالإنجليزية: Beyond Borders)‏ هو فيلم دراما تم إنتاجه في الولايات المتحدة سنة 2003 . وهذا الفيلم من بطولة أنجلينا جولي وكلايف أوين.
.

## قصة الفيلم
تدور قصة الفيلم في عام 1984م حيث سارة تعيش حياة هادئة في لندن مع زوجها الثري حتى يقتحم حياتها طبيب وناشط اغاثة وتتأثر ساره به وتقرر السفر معه إلى إفريقيا للمساهمة في الإغاثة هناك .

## الميزانية والإيرادات
بلغت تكلفة إنتاج الفيلم حوالي 35,000,000 دولار بينما حقق أرباحا تقدر بـ 11,705,002 (worldwide) دولار.

## روابط خارجية
- خارج الحدود على موقع IMDb (الإنجليزية)
- خارج الحدود على موقع ميتاكريتيك (الإنجليزية)
- خارج الحدود على موقع روتن توميتوز (الإنجليزية)
- خارج الحدود على موقع نتفليكس (الإنجليزية)
- خارج الحدود على موقع قاعدة بيانات الأفلام العربية
- خارج الحدود على موقع ألو سيني (الفرنسية)
- خارج الحدود على موقع Turner Classic Movies (الإنجليزية)
- خارج الحدود على موقع أول موفي (الإنجليزية)
- خارج الحدود على موقع بوكس أوفيس موجو (الإنجليزية)
- خارج الحدود على موقع فيلمافينيتي (الإسبانية)